# Сальников, Георгий Иванович (композитор)
Георгий Иванович Сальников (12 июля 1923, Москва — 8 июля 2015, там же) — советский и российский композитор, профессор Московской государственной консерватории им. П. И. Чайковского, заслуженный деятель искусств РСФСР (1983).

## Биография
Родился в Москве. В 1943 году окончил Музыкальное училище при Московской консерватории по специальности «фортепиано».
Участвовал в Великой Отечественной войне, служил с 1943 по 1944 годы. Вначале был признан непригодным к службе, но добился отправки на фронт. Получил ранение. Награждён несколькими боевыми наградами.
В 1947 году окончил Музыкальное училище при Московской консерватории по специальности «валторна» у преподавателей Василия Солодуева и Антона Щетникова.
В 1948 году окончил Московскую государственную консерваторию по классу фортепиано (класс Владимира Владимировича Софроницкого).
В 1948—1949 годах преподавал в музыкальной школе города Клин, в 1949—1953 годах — в Музыкально-педагогическом училище Ленинграда, одновременно с этим проходя обучение в Ленинградской консерватории, которую окончил в 1953 году по классу композиции Юрия Владимировича Кочурова и Олеся Семёновича Чишко (по инструментовке занимался у Вадима Николаевича Салманова).
С 1953 года был преподавателем института военных дирижёров (с 1960 года — военно-дирижёрского факультета при Московской консерватории), с 1970 года — доцент.
В 1967 году защитил кандидатскую диссертацию на тему «Основные принципы переложения симфонических произведений для духового оркестра», получив учёную степень кандидата искусствоведения.
В 1978 году уволен в запас, доцент кафедры инструментовки Московской консерватории, с 1986 года — и. о. профессора, с 1989 года — профессор; вёл курсы чтения симфонических партитур и инструментовки, с 1998 года — инструментовки для духового оркестра.
Являлся членом Всемирной ассоциации духовой музыки WASBE, с 1961 года — членом Союза композиторов СССР, Союза композиторов России. Был членом Правления Московской композиторской организации, а также председателем комиссии духовой музыки Московского отделения Союза композиторов.
Лауреат конкурсов по сочинению музыки для духовых оркестров (Москва, Иваново, 1970-е гг.).
Был членом жюри многих российских и международных конкурсов духовой музыки:
- Всесоюзный конкурс военных оркестров (1970);
- Конкурс по сочинению музыки для духовых оркестров в г. Гавре (Франция) (1987, 1994);
- Конкурс духовых оркестров и ансамблей в г. Ровно (Украина) (2000).

В последние годы жизни отошёл от сочинения музыки. По признанию самого композитора, это произошло по причине того, что «уже трудно писать, фантазия не та, устаёшь, с записью трудно…». В 2012 году прекратил преподавательскую деятельность.
Умер 8 июля 2015 года в Москве. Похоронен на Пятницком кладбище.

## Характеристика творчества
В творческом наследии Георгия Ивановича Сальникова основное место занимает музыка для духового оркестра. Диапазон жанров в этих произведениях Сальникова очень широк — от небольших пьес и маршей до симфонии. По словам самого композитора, «…Познакомившись со многими образцами духовых партитур, я стал инструментовать для духового оркестра, а через некоторое время и сочинять для него».
Виктор Худолей в кандидатской диссертации указывает, что «сочинения Георгия Сальникова отличаются яркостью, красочностью и заострённостью гармонического языка». Как композитор, Сальников являлся продолжателем традиций русской композиторской школы, объединяя эти традиции со стилистикой, характерной для музыкального искусства современности: «…наряду с более традиционной музыкой появлялись порой и новые в известном смысле авангардные черты – алеаторики, кластеры, серийная техника и тому подобные приемы письма. Интересно, что все эти новации иногда сочетались в одном и том же сочинении с традиционным письмом».
В произведениях композитора можно выделить четыре основных направления: 
- Сочинения для музыкального инструмента соло в ансамбле с фортепиано или оркестром;
- Произведения для вокала, музыка которых имеет огромную связь с народной песенностью;
- Музыкальные произведения героико-патриотического направления;
- Сочинения, которые посвящены религиозной тематике[8].

Ещё одной стороной композиторского творчества Сальникова было создание переложений музыкальных произведений для оркестра, в том числе и своих собственных.
Георгий Иванович Сальников также посвящал много времени написанию музыкальной публицистики. Изучение творчества русского классика Михаила Глинки привело Сальникова к написанию книги «М.И. Глинка в Новоспасском и Смоленске» (2007) (первое издание книги, которая тогда называлась «Глинка в Смоленске», вышло в 1983 году). В этом труде Сальников рассказывает «о связи великого композитора с отчим краем, о том, как это повлияло на формирование его творческой личности…». Автор рецензии на эту книгу, музыковед Георгий Крауклис выносит положительное заключение: «…обстоятельный труд Георгия Ивановича Сальникова станет очень ценным вкладом в русскую и мировую глинкиану». В печати были опубликованы статьи Сальникова, посвящённые музыке Степана Дегтярёва, Гектора Берлиоза, Джакомо Пуччини, Богуслава Мартину, а также о вопросах оркестровки и о музыкальной жизни общества.
Соображения и идеи Георгия Сальникова относительно музыкальной композиции и аранжировки в сфере музыки для духового оркестра многократно публиковались в различных советских и российских музыкальных изданиях, таких, как «Советская музыка», «Музыкальная жизнь», «Советский музыкант», «Военный музыкант» и других. В этих публикациях Сальников не просто рассказывал о текущих культурных событиях, а заострял внимание на проблематике музыки для духового оркестра. В трудах, посвящённых оркестровке и аранжировке для духового оркестра, Георгий Иванович Сальников сформулировал свои основные принципы в подходе к этой проблеме: 
- Необходимость овладевания достаточными знаниями о симфоническом и духовом оркестрах;
- Исчерпывающее и дотошное изучение, а также анализ сочинения, которое требуется переложить;
- Необходимость в том, чтобы партитура переложения не просто соответствовала идее оригинального произведения, но и сама становилась полноценным произведением искусства;
- Максимально бережное отношение к фактуре перелагаемого произведения, а также его тембровым и динамическим соотношениям[8].

Сальников особо отмечал, что «…необходимым условием в работе над переложением симфонического произведения должно быть присутствие в качестве первоисточника симфонической партитуры, а не клавира, являющегося всего лишь слабым оттиском, обеднённой копией оригинала» .

## Педагогическая деятельность
Георгий Сальников обладал колоссальным (свыше 50 лет) педагогическим опытом, пройдя путь от простого учителя музыкальной школы до научного руководителя адъюнктов. В 1953 году Сальников был приглашён работать в Институт военных дирижеров, где проработал больше 15 лет. Помимо преподавательской деятельности, выступал в качестве научного руководителя адъюнктов. В результате были созданы диссертации таких музыкантов, как Лев Дунаев, Александр Гилёв, Владимир Чугреев. С 1961 года параллельно занимался преподавательской деятельностью в Московской государственной консерватории им. П. И. Чайковского, где обучал студентов инструментовке и чтению симфонических партитур.
В конце 1980-х годов Сальников преподавал как факультатив основы композиции на Военно-дирижёрском факультете Московской консерватории. В 1989 году Сальников стал профессором Московской консерватории.
В 1990-е годы Сальников, помимо участия в жюри конкурса духовой музыки, проводит во французском городе Гавр ряд мастер-классов, посвящённых инструментовке для духового оркестра.
В 2000-е проводил, помимо основной преподавательской деятельности, курсы для преподавателей на факультете повышения квалификации в Московской консерватории.
Георгий Иванович Сальников воспитал несколько поколений учащихся, их свыше сотни человек. В числе этих студентов — композиторы, музыковеды и дирижёры.
Помимо педагогической деятельности, Сальников является автором многочисленных учебных пособий и научных трудов, посвящённых музыкальной педагогике.

## Ученики

### Композиторы
- Владимир Газарян;
- Ирина Дубкова,
- Рубен Затикян;
- Андрей Гордейчев;
- Александр Гилёв;
- Вальтер Чивитареале (Люксембург);
- Никита Попов (Молдавия).

### Музыковеды
- Константин Зенкин;
- Ирина Степанова;
- Наталия Гаврилова;
- Алексей Сканави;
- Анна Ветхова;
- Юрий Захаров;
- Софья Корсунская;
- Юлия Кажарская.

### Дирижёры

#### Военно-дирижёрский факультет
- Юрий Сальхов;
- Борис Павлов;
- Альберт Инжоян;
- Виктор Худолей.

#### Московская консерватория
- Роман Моисеев;
- Геннадий Галкин;
- Рашит Нигматуллин;
- Валентин Кожин;
- Линь Тао (Китай).

## Сочинения[2]

### Для симфонического оркестра
- «Воронежские песни». Сюита для симфонического оркестра в четырех частях (1953);
- «Юношеская увертюра» (1956);
- «Русская рапсодия» для фортепиано и симфонического оркестра (1968);
- «Сказание о храме Христа Спасителя», симфоническая поэма на слова «Молитвы о спасении России» (1995).

### Вокально-оркестровые
- Опера «Песня из России» (1969);
- Комическая опера «Любовь в пустой квартире» (конц. исп., 1984);
- Драматическая поэма-кантата «Письма с фронта» для сопрано и духового оркестра (1976).

### Для духового оркестра
- Концертная фантазия на темы Глинки для трубы и духового оркестра (1957);
- Марш «Авангард» (1955);
- Марш «Солдатская служба» (1956);
- Марш «Василий Тёркин» (1959);
- «Русское каприччио» (1962);
- «Кавказская фантазия» (1963);
- Поэма для валторны и духового оркестра (1970);
- Героическое скерцо (1971);
- Пьесы для духового оркестра: «Торжественная музыка» (гимн), «Шествие», «Русский хоровод», «Миниатюрный торжественный марш» (1974 — 1990);
- «Сюита о Москве» в четырёх частях (1971);
- Бравурная увертюра (1971);
- Концертная пьеса для духового оркестра «Схватка с врагом» (1978);
- Спортивный марш «Веселые ребята» (1978);
- Элегия «Памяти М. Готлиба» (1978);
- «Спортивная увертюра» (1979);
- Славянская фантазия «Дружба» (1980);
- Поэма «Новоспасское» (1980);
- Вальс-экспромт для саксофона-альта с фортепиано или духовым оркестром (1981);
- «Лирическое концертино» для гобоя и духового оркестра (1981);
- «Концертный вальс» (1982);
- «Торжественная прелюдия» (1984);
- Симфония «О войне и мире» (1985);
- Бурлеска (1987);
- «Шаловливое скерцо» для малого кларнета и духового оркестра (1987);
- «Ода к 1000-летию крещения Руси» для духового оркестра (1988);
- «Романтическая поэма» (1989);
- Баллада для духового оркестра (1989);
- «Детские народные песни разных стран мира», аранжировка для духового оркестра восьми песен (1991);
- «Арабески» (1992);
- «Рождественская славица» (1998);
- «Вариации на романтическую тему» для тромбона и духового оркестра (2001);
- Концертная фантазия для трубы с духовым оркестром на темы трёх романсов Глинки — «Рыцарский романс», «Жаворонок», «Попутная песня» (2000-е годы)[5].

### Камерно-инструментальная музыка
- «Вариации на классическую тему» для валторны и фортепиано (1945);
- Ноктюрн и Юмореска для валторны и фортепиано (1947);
- Инструментальные ансамбли разных составов (1955);
- Два секстета для духовых инструментов (1958);
- Пьесы для валторны с фортепиано (1970);
- Струнный квартет в трех частях (1973);
- Импровизация и Серенада для фагота с фортепиано (1975);
- Токката для фортепиано (1976);
- Сонатина для фортепиано (1977);
- Два этюда для фортепиано (1978);
- Фантазия для органа (1983);
- Ария для скрипки с фортепиано памяти матери (1986);
- Пьесы для четырех разных кларнетов: Запев, Элегия, Багатель. "Маленькая сюита" в четырех частях.

Концертная пьеса "Грезы" (1990);
- "Романтическое трио" (скрипка, виолончель, фортепиано) в четырех частях (2000).

### Вокальные и хоровые жанры
- Романсы на стихи русских поэтов (1947);
- Два хора a cappella на слова Рыленкова: «Год за годом», «Дождь по кустам пробегавший» (1959);
- «Два вокальных монолога» на слова А.Голембы для тенора с фортепиано: баллада «Что такое шар земной?» и шуточная песня «Поэма о колесе» (1972);
- Сатирическая баллада «Два генерала» на слова Рождественского для баса и фортепиано (1999).

## Книги и статьи[2]
- Глинка в Смоленске. Смоленск и М., 1983; второе издание: М.И. Глинка в Новоспасском и Смоленске. М.: Композитор, 2007, ISBN 5-85285-262-7;
- Сальников Г.И. Основные принципы переложения симфонических произведений для духового оркестра: диссертация ... кандидата искусствоведения: 17.00.02. М., 1967;
- Переложение симфонических произведений для духового оркестра. М.: Музыка, 1969. - 208 с.;
- Инструментовка для духового оркестра (в соавторстве). М.: Музыка, 1978. - 277 с.;
- Статьи о жизни и творчестве М.И.Глинки. Опубликованы в журнале «Советская музыка» и Смоленской газете «Рабочий путь» (1978-1986гг.);
- Программа по инструментоведению симфонического оркестра (совместно с Н.Корндорфом и И.Красильниковым). – М.. МГК, 1980;
- Инструменты духового оркестра (совместно с др. авторами). М., Музыка, 1984;
- О некоторых чертах оркестрового стиля Б.Мартину // Сборник материалов к 100-летию композитора. – М., МГК, 1992;
- Инструментовка и сочинение для духового оркестра. Практические советы композитора. Ровно, 2002.

## Награды и звания
- Орден Отечественной войны II степени;
- Несколько медалей, в т.ч. медаль «За победу над Германией в Великой Отечественной войне 1941—1945 гг.»;
- Заслуженный деятель искусств РСФСР (1983);
- Орден Дружбы (2005);
- Лауреат конкурсов по сочинению музыки для духовых оркестров (в 70-х годах XX века).